# Estadio Carlos Dittborn
Le Stade Carlos Dittborn ou Estadio Carlos Dittborn est un stade situé à Arica, au Chili, près de la frontière péruvienne.
C'est un stade pour tous les sports. Il est actuellement consacré essentiellement aux matchs de football.

## Histoire
Le stade, construit par l'architecte Karl Brunner, a une capacité de 17 786 personnes, et a été construit en 1962, pour la Coupe du monde de football de 1962. Il fut inauguré le 15 avril 1962.
Le stade est appelé Carlos Dittborn, en l'honneur de cette personne (Carlos Dittborn Pinto), qui fut le président de la CONMEBOL (1955-1957) et le président du Comité d'organisation chilien pour la Coupe du monde, qui mourut un mois avant le début de la compétition.
Il accueillit plusieurs matchs du premier tour de la phase finale de la Coupe du monde de football 1962 (tous les matchs du groupe A (Colombie, URSS, Uruguay et Yougoslavie), et un quart de finale (Chili-URSS 2-1).
Ce stade accueille deux équipes locales : le Club Deportivo San Marcos de Arica (D2 chilienne) et le Deportivo Universidad de Tarapacá (D3 chilienne).